# Dřevčice (tvrz)
Dřevčice jsou částečně dochovaná tvrz v okrese Praha-východ. Nachází v severní části Dřevčic, na jejich okraji, severovýchodně od kostela svatého Bartoloměje, v areálu bývalého hospodářského dvora u rybníků Malá a Velká Ropčanda. Je chráněna jako kulturní památka. Předmětem ochrany je areál tvrze čp. 1: tvrz, brána, plocha opevnění s rybníkem a pozemky vymezeného areálu.

## Historie
Středověká tvrz byla postavena přibližně v polovině 14. století. V průběhu 16. století vzniklo její západní křídlo a zásadní přestavbou pak prošla v letech 1726–1728.

## Popis
Tvrz v Dřevčicích je příkladem sídla s takzvanou obvodovou zástavbou při hradební zdi, kdy jsou objekty přisazeny k vnitřní stěně hradby. Nejstarší částí areálu byla hradba se zaoblenými nárožími a východní a severní křídlo; západní křídlo bylo postaveno později. Tyto stavby narušil v 18. století pravděpodobně požár a následovalo jejich zboření. Gotické severní křídlo nahradila dřevěná kolna (odstraněna), na místě gotického východního křídla vznikla sýpka (dochovaná) a renesanční západní křídlo bylo také nahrazeno jinou zástavbou.
Z tvrze se dochovaly zbytky opevnění, úseky zdiva ve sklepích a armování v jižním průčelí sýpky.

## Okolí tvrze
V blízkosti vede Žitavská Svatojakubská cesta a Svatá cesta z Prahy do Staré Boleslavi.